# Цухвіль
Цухвіль (нім. Zuchwil) — громада  в Швейцарії в кантоні Золотурн, округ Вассерамт.

## Географія
Громада розташована на відстані близько 30 км на північ від Берна, 2 км на схід від Золотурна.
Цухвіль має площу 4,6 км², з яких на 52,8% дозволяється будівництво (житлове та будівництво доріг), 24,9% використовуються в сільськогосподарських цілях, 18,5% зайнято лісами, 3,9% не є продуктивними (річки, льодовики або гори).

## Демографія
2019 року в громаді мешкало 9041 особа (+3,7% порівняно з 2010 роком), іноземців було 43,7%. Густота населення становила 1953 осіб/км².
За віковим діапазоном населення розподілялося таким чином: 18,5% — особи молодші 20 років, 63,2% — особи у віці 20—64 років, 18,3% — особи у віці 65 років та старші. Було 4287 помешкань (у середньому 2,1 особи в помешканні).
Із загальної кількості 5630 працюючих 7 було зайнятих в первинному секторі, 1721 — в обробній промисловості, 3902 — в галузі послуг.